# Monaeses pachpediensis
Monaeses pachpediensis är en spindelart som först beskrevs av Benoy Krishna Tikader 1980.  Monaeses pachpediensis ingår i släktet Monaeses och familjen krabbspindlar. Inga underarter finns listade i Catalogue of Life.